# Falken-Orden (Tschechoslowakei)

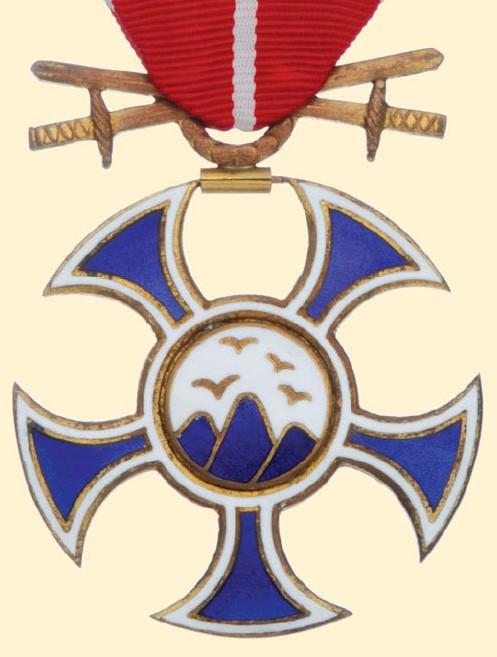
Falken-Orden mit Schwertern

Der Falken-Orden wurde 1918 durch den Tschechoslowakischen Nationalrat gestiftet und an Personen verliehen, die sich während des Ersten Weltkriegs um die Gründung des freien Staates Tschechoslowakei besonders verdient gemacht hatten.
Gelegentlich wird der Orden auch Štefánik-Orden genannt. Dies geht auf den damaligen Kriegsminister General Štefánik zurück, der maßgeblich für die Stiftung des Ordens verantwortlich war.

## Ordensklassen
Der Orden bestand aus fünf Klassen:
- I. Klasse (tschechisch Velkokříž ‚Großkreuz‘)
- II. Klasse (tschechisch Velkodůstojník ‚Großoffizier‘)
- III. Klasse (tschechisch Komtur)
- IV. Klasse (tschechisch Důstojník ‚Offizier‘)
- V. Klasse (tschechisch Rytíř ‚Ritter‘)

Wurde der Orden für Militärverdienste verliehen, so waren zwei gekreuzte Schwerter am Tragering angebracht.
Um mit den einzelnen Klassen beliehen zu werden, mussten Voraussetzungen erfüllt sein. Die I. Klasse war Staatsoberhäuptern vorbehalten. Der Tschechoslowakische Staatspräsident war Großmeister des Ordens. Mit der II. Klasse wurden höchste militärische und politische Würdenträger ausgezeichnet. Die III. Klasse erhielten Armee-Kommandeure.
Bei der IV. Klasse gab es zusätzlich drei Stufen: Verleihung mit einem goldenen Falken auf dem Band für sieben Belobigungen im Armeebefehl, mit einem silbernen Falken für fünf und mit einem bronzenen Falken für vier Belobigungen. Die V. Klasse kam für zwei Belobigungen zur Verleihung.

## Ordensdekoration
Das Ordenszeichen ist ein fünfarmiger kreisrunder Stern mit dunkelblau emaillierten Armen, die weiß emailliert gerändert sind. Getragen wir die Dekoration von einem kleinen Kranz aus Lindenblättern. Im Medaillon sind die dunkelblau emaillierten drei Bergkuppen aus dem slowakischen Wappen zu sehen und darüber auf weiß emaillierten Grund fliegen vier stilisierte Falken. Rückseitig auf weiß emaillierten Grund die Buchstaben  ČS  (Tschechoslowakei), die von zwei Lindenzweigen umrahmt sind. Unter den Buchstaben findet sich die Jahreszahl 1918.

## Trageweise
Die I. Klasse wurde an einer Schärpe von der rechten Schulter zur linken Hüfte getragen, die II. und III. Klasse als Halsorden und die IV. und V. Klasse am Band auf der linken Brustseite. I. und II. Klasse trugen zusätzlich als eine Art Bruststern einen vergoldeten Falken, der in seinen Fängen das Ordenszeichen hält.
Das Ordensband ist rot mit einem schmalen weißen Mittel- und Seitenstreifen.